# Прибрежное сельское поселение
Прибрежное сельское поселение —  муниципальное образование в составе Славянского района Краснодарского края России. 
В рамках административно-территориального устройства Краснодарского края ему соответствует Прибрежный сельский округ.
Административный центр — посёлок Совхозный.

## Население
| 2010  | 2012  | 2013  | 2014  | 2015  | 2016  | 2017  |
| ----- | ----- | ----- | ----- | ----- | ----- | ----- |
| 7889  | ↗7949 | ↗8040 | ↘8032 | ↗8129 | ↗8166 | ↗8235 |
| 2018  | 2019  | 2020  | 2021  | 2023  |       |       |
| ↗8289 | ↗8350 | ↗8454 | ↗8587 | ↘8505 |       |       |

## Населённые пункты
В состав сельского поселения (сельского округа) входят 5 населённых пунктов:
| № | Населённый пункт | Тип населённого пункта | Население (чел.) |
| - | ---------------- | ---------------------- | ---------------- |
| 1 | Вишнёвый         | посёлок                | ↗652             |
| 2 | Прибрежный       | посёлок                | ↗1265            |
| 3 | Садовый          | посёлок                | ↗1103            |
| 4 | Совхозный        | посёлок                | ↗4847            |
| 5 | Степной          | посёлок                | ↗643             |